# Thymelaea procumbens
Thymelaea procumbens är en tibastväxtart som beskrevs av A. och R. Fernandes. Thymelaea procumbens ingår i släktet sparvörter, och familjen tibastväxter. Inga underarter finns listade i Catalogue of Life.